# Stemmops ornatus
Stemmops ornatus är en spindelart som först beskrevs av Bryant 1933.  Stemmops ornatus ingår i släktet Stemmops och familjen klotspindlar. Inga underarter finns listade i Catalogue of Life.